# Preston Smith
Preston Earnest Smith (8 de março de 1912 — 18 de outubro de 2003) foi o 40º governador do estado norte-americano de Texas, de 21 de janeiro de 1969 a 16 de janeiro de 1973.